# Cave Canem (etichetta discografica)
La  Cave Canem è stata un'etichetta discografica indipendente italiana attiva dal 1985 al 1992.

## Storia
L'etichetta venne fondata a Pescara nel 1985 da Maurizio Lattanzio e Belfino De Leonardis (bassista dei The Gift) che iniziarono così un percorso di produzione di band emergenti italiane, le cui sonorità spaziavano tra diversi generi: dal punk alla new wave fino al synth pop.
La prima pubblicazione fu il mini album Excuse Me Sir...I Must Tell You Something della band abruzzese Dirty Kids, pubblicato nel 1985, a cui fece seguito, sempre nello stesso anno, il 12" I Had a Dream, secondo lavoro del gruppo pescarese The Gift, prodotto con la supervisione artistica di Gianni Maroccolo.
Nel 1986 venne pubblicato The Big Noise and the Long Silence, disco degli A Special Night, band dark wave. Dalla fusione di componenti dei The Gift (Sala e Burchielli) e degli A Special Night (Prosperi e Del Conte), nel 1986 nasceranno i Vegetable Men, band di neo-psichedelia che riscosse il plauso della critica italiana. In quello stesso anno, quattro band dell'etichetta (A Special Night, Dirty Kids, Future Memories e Le Bateau Ivre) parteciparono alla prima edizione del festival musicale Rock Roads. Sempre nel 1986, la Cave Canem, partecipa all’Independent Music Meeting (IMM) di Firenze, punto d’incontro e di mercato di tutto il settore discografico indipendente italiano.
Il massimo della produzione dell'etichetta si raggiungerà nel 1987 con la pubblicazione di cinque album: Desert City dei romani Still Life, l’album omonimo dei Future Memories (band di Rieti), il secondo lavoro dei Dirty Kids, dal titolo 50 Songs, Thanks John degli aquilani Barr Menuhi, band orientata verso un suono pop elettronico, e Never Seems To Be So Good, album dalle sonorità new wave, dei teramani Le Bateau lvre. Sempre nel 1987 l’etichetta realizza una compilation, questa volta su cassetta, dal titolo Compilation One e che conteneva brani tratti dalla produzione dei gruppi in catalogo, con l’aggiunta di due brani di Looney Tunes e dei Vegetable Men.
Nonostante la discografia ufficiale si arresti nel 1987, la sigla ha continuato ad operare ancora per qualche anno come studio di registrazione.

## Catalogo
| Numero di catalogo | Titolo                                    | Artista         | Data di pubblicazione | Formati           |
| ------------------ | ----------------------------------------- | --------------- | --------------------- | ----------------- |
| CC001              | Excuse Me Sir...I Must Tell You Something | Dirty Kids      | 1985                  | Vinile 12"        |
| CC002              | I Had A Dream                             | The Gift        | 1985                  | Vinile (rosa) 12" |
| SPR CC003          | The Big Noise and the Long Silence        | A Special Night | 1986                  | Vinile 12"        |
| SPR CC004          | Desert City                               | Still Life      | 1987                  | Vinile Mini-Album |
| SPR CC005          | Future Memories                           | Future Memories | 1987                  | Vinile 12"        |
| SPR CC006          | 50 Songs                                  | Dirty Kids      | 1987                  | Vinile 12"        |
| SPR CC007          | Thanks John                               | Barr Menuhi     | 1987                  | Vinile Mini-Album |
| SPR CC008          | Never Seems To Be So Good                 | Le Bateau Ivre  | 1987                  | Vinile            |
| SPR CC009          | Compilation One                           | AaVv            | 1987                  | Cassetta          |